# 格里戈里夫 (莫納斯特里斯卡區)
49°5′53″N 25°12′56″E / 49.09806°N 25.21556°E
格里戈里夫（烏克蘭語：Григорів）是位於烏克蘭西部特諾皮爾州裏喬爾特基夫區的村莊，始建於1454年，面積2.8平方公里，2001年人口686，人口密度每平方公里245.4人。